# Nora Ney
Nora Ney, nombre artístico de Iracema de Sousa Ferreira (Río de Janeiro, 20 de marzo de 1922 — Río de Janeiro, 28 de octubre de 2003), fue una cantante brasileña. Fue también la más notable intérprete del samba-canción y una pionera del rock brasileño.

## Biografía
Aprendió a tocar guitarra clásica sola, y para animarla, su padre le regaló el instrumento. Y se familiarizó con el mundo de la música, frecuentando asiduamente programas de radio, y de auditorio.
Dueña de una voz grave, comenzó su carrera, en 1950; y para 1953 ya era una de las grandes divas de la radio, interpretando Dorival Caymmi, Noel Rosa, Ary Barroso, entre otras. En 1952 grabó para la Continental su primer LP, Menino Grande.
Al lado de Maysa Matarazzo, Ângela Maria, y de Dolores Duran, se consagró como una de las mayores intérpretes del samba-canción (género surgido en la década de 1930). El samba-canción se compara con el bolero, por la exaltación del amor romántico y por el sufrimuento de un amor no realizado.

## Vida privada
Estuvo casada dos veces, el primero no duró mucho, y tuvo dos hijos en ese matrimonio: Hélio, y Vera Lúcia (Miss Mundo Brasil en 1963). En 1992, después de 39 años de convivencia, se casó, en segundas nupcias, con el cantor Jorge Goulart. Debido a la actuación política de Goulart, en el Partido Comunista, tuvieron que exiliarse después del Golpe de 1964. En 1979 pasó por graves problemas de salud debido a un cáncer de vejiga, del que se recuperó. Y meses más tarde, al actuar en un concierto en el Fluminense (Rio Clube) sufrió un derrame cerebral, que le dejó secuelas, impidiendo volviese a los escenarios. Continuó viviendo en Río de Janeiro con Goulart. Y murió debido a una insuficiencia orgánica múltiple.

## Discografía

### Álbumes de estudio
- Canta Nora Ney (1955)
- Nora Ney (1958)
- Ninguém me Ama (1960)
- Mudando de Conversa (1968)
- Tire seu Sorriso do Caminho, que Eu Quero Passar com a Minha Dor (1972)
- Jubileu de Prata - Nora Ney e Jorge Goulart (1977)
- Meu Cantar É Tempestade de Saudade (1987)

### Compilaciones
- As Eternas Cantoras do Rádio (1991)
- Nora Ney (1993)
- Mestres da MPB - Nora Ney (1994)
- Acervo Especial - Nora Ney (1994)
- A Música Brasileira Deste Século por seus Autores e Intérpretes (2000)
- Amor, Meu Grande Amor - Nora Ney e Jorge Goulart (2000)